# 亨特 (紐約州村)
亨特（英語：Hunter）是位於美國紐約州格林縣的村。

## 人口
根據2020年美國人口普查的數據，亨特的面積為4.88平方千米，當中陸地面積為4.80平方千米，而水域面積為0.08平方千米。當地共有人口429人，而人口密度為每平方千米88人。